# Institut colonial de Marseille
L'institut colonial de Marseille est le premier institut colonial créé en France, avant 1900.

## Histoire
Il apparaît dès 1893 en même temps que la création par Edouard Heckel (1843-1916) du musée colonial de Marseille : les deux institutions sont plus ou moins confondues dans les faits pendant plusieurs années. 
L'institut colonial est officiellement fondé dans la foulée de l'exposition coloniale de Marseille de 1906, par la Chambre de commerce de Marseille, au no 5 de la rue de Noailles. Il abrite les cours sur les colonies, la Société de géographie, et la bibliothèque de cette dernière ouverte gratuitement au public.
En anecdote, il reçoit deux tableaux par Auguste Vimar (Paysages polaires) et deux marines par André Maglione, qui ont décoré la salle d'honneur du Palais de la Mer pendant l'exposition de 1906 ; une bonne partie du mobilier de ses laboratoires en provient également.
Par ailleurs, la Ville acquiert les terrains qui ont hébergé l'exposition : c'est la naissance du parc Chanot, avec des annexes de l'Institut et du musée colonial (laboratoires, jardin botanique).
L'institut colonial de Marseille, avant sa fondation de 1906, est financé principalement par le Ministère des Colonies. Ensuite il est pris en charge par la chambre de commerce de Marseille. Il rassemble et fournit des statistiques sur les colonies.

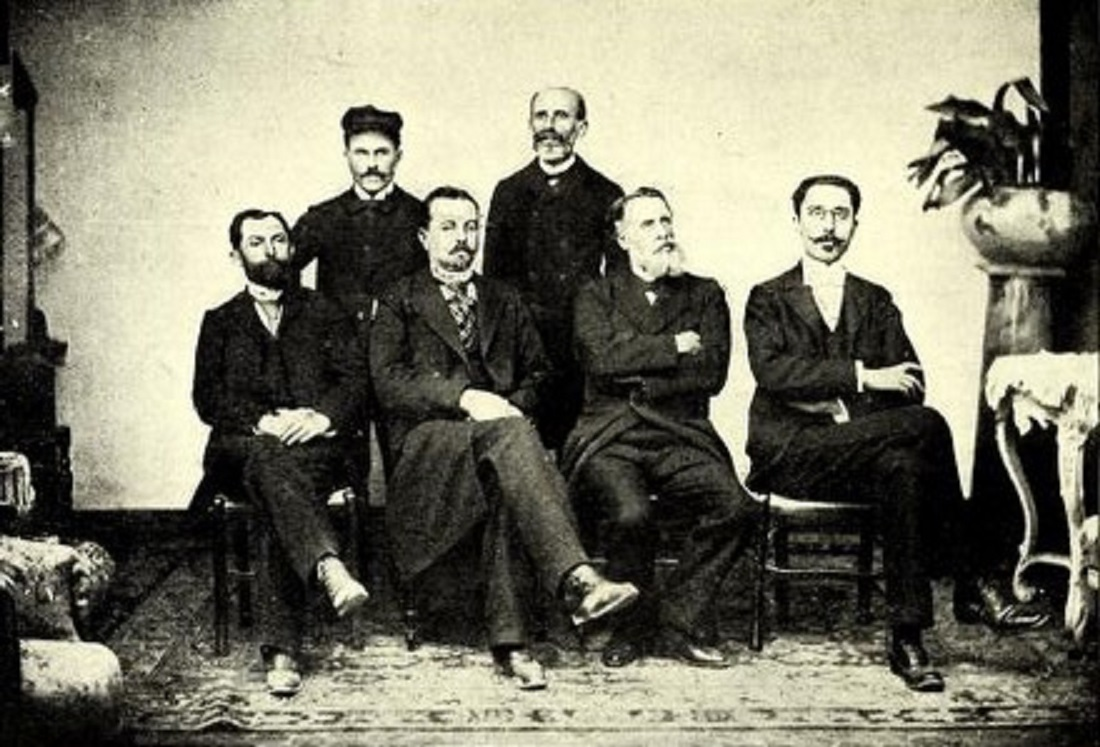
Personnel du laboratoire du musée-institut colonial de Marseille- 1900. De gauche à droite : Hubert Jacob de Cordemoy (professeur) ; Jalabert (garçon de laboratoire) ; Henri Jumelle (professeur) ; Philippe Éberlin (conservateur) ; Édouard Heckel (fondateur-directeur) ; Louis Laurent (professeur).

L'Institut a un dossier sur chaque produit exposé au musée. Les adhérents peuvent consulter cette documentation régulièrement mise à jour ; s'y trouvent des informations pratiques et la liste des négociants et des industriels de la région marseillaise qui les utilisent.
N'est pas membre qui veut : outre les cotisations annuelles élevées, il faut que la candidature soit acceptée par le conseil d'administration. Les membres sont choisis principalement parmi la bourgeoisie d'affaires marseillaise (sur les 384 adhérents en 1914, un peu moins des deux tiers appartiennent aux milieux d’affaires marseillais en relation avec l'empire) : l'institut est pour eux un lieu servant à établir des contacts. S'y trouvent aussi une trentaine de membres des professions libérales, huit universitaires et une centaine de personnes telles que des journalistes, instituteurs ou retraités. Leur adhésion était sans relation avec leurs activités professionnelles.
Un tiers des recettes de l'Institut vient des cotisations des adhérents et de ressources propres (vente de ses publications et revenus provenant de ses biens). Le reste est assuré par les subventions de la Chambre de commerce, du Conseil municipal, du Conseil général et des Gouvernements généraux de l'AOF et de l'Indochine.
Heckel, fer de lance du colonialisme à Marseille, s'appuie sur le musée-institut pour promouvoir la création de 6 chaires "d'enseignement colonial" et faire financer des missions qui enrichissent le musée colonial avec des produits importés des colonies françaises. Les collections sont essentiellement d'ordre botanique, en provenance de Madagascar, Indochine et Guyane entre autres. Quelques vestiges de ces larges collections sont actuellement exposées à l'Université de Provence, en corrélation avec leurs usages, parfois millénaires.
À Marseille, les vives polémiques entre partisans (les négociants) et adversaires (les huiliers) du repli sur l'empire ont de profondes répercussions sur le fonctionnement de l'Institut colonial. Baillaud est contesté pour ses articles enflammés dans Les Cahiers coloniaux contre les mesures protectionnistes adoptées par le gouvernement. Une trêve est instaurée à la fin de l'année 1933, mais, « faute d’une entente suffisante entre les huiliers et les négociants, l’Institut n'est plus désormais qu’un centre d’études techniques ».

## Revues du musée-institut colonial de Marseille
Le premier tome, qui paraît en 1893, est appelé Annales de l'institut botanico-géologique colonial de Marseille :
- « Annales de l'institut botanico-géologique colonial de Marseille », premier tome des annales de l'Institut colonial de Marseille, 1893, sur biodiversitylibrary.org.

Elles deviennent ensuite les Annales de l'institut colonial de Marseille de 1895 à 1906 (l'année 1894 est publiée en 1895) :
- « Annales de l'institut colonial de Marseille », de 1895 à 1906, sur odyssee.univ-amu.fr.

À partir de 1907, elles sont suivies des Annales du musée colonial de Marseille, dont la parution dure une soixantaine d'années :
- « Annales du musée colonial de Marseille », 1907-1922, 1925-1932, 1939-1942, sur biodiversitylibrary.org.
- « Annales du musée colonial de Marseille », 1907-1953, sur odyssee.univ-amu.fr.

Ces trois revues sont bien la continuation les unes des autres. Ainsi le premier volume des Annales du musée colonial de Marseille, paru en 1895, est numéroté comme étant le deuxième volume de la série ; et le premier volume des Annales du musée colonial de Marseille, publié en 1907, est numéroté comme le quinzième de la série. Musée et institut sont si étroitement entremêlés qu'ils ne font qu'un pendant plusieurs décades.

Pages de titre des premiers exemplaires des trois revues
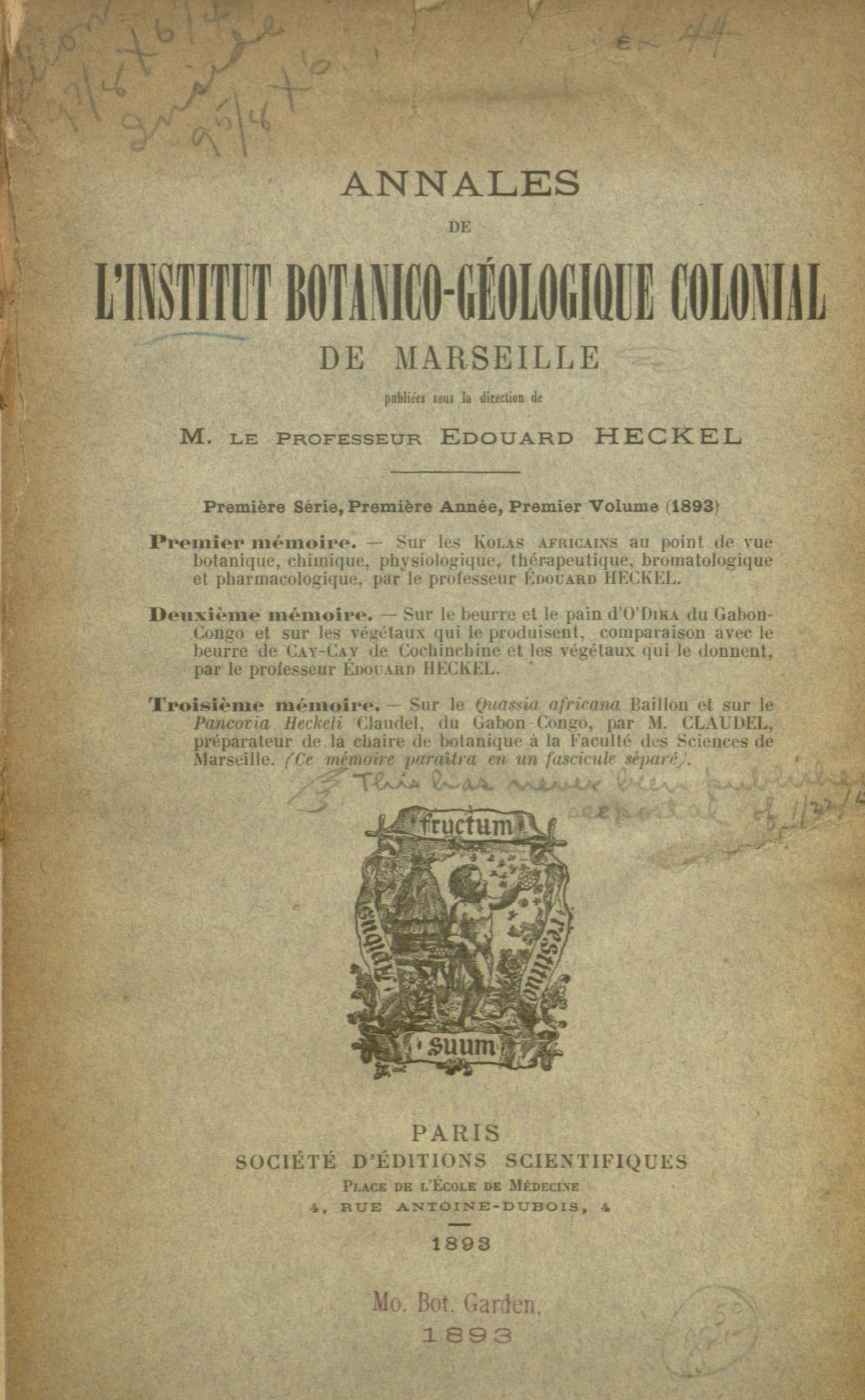
Annales de l'institut botanico-géologique colonial de Marseille, 1893
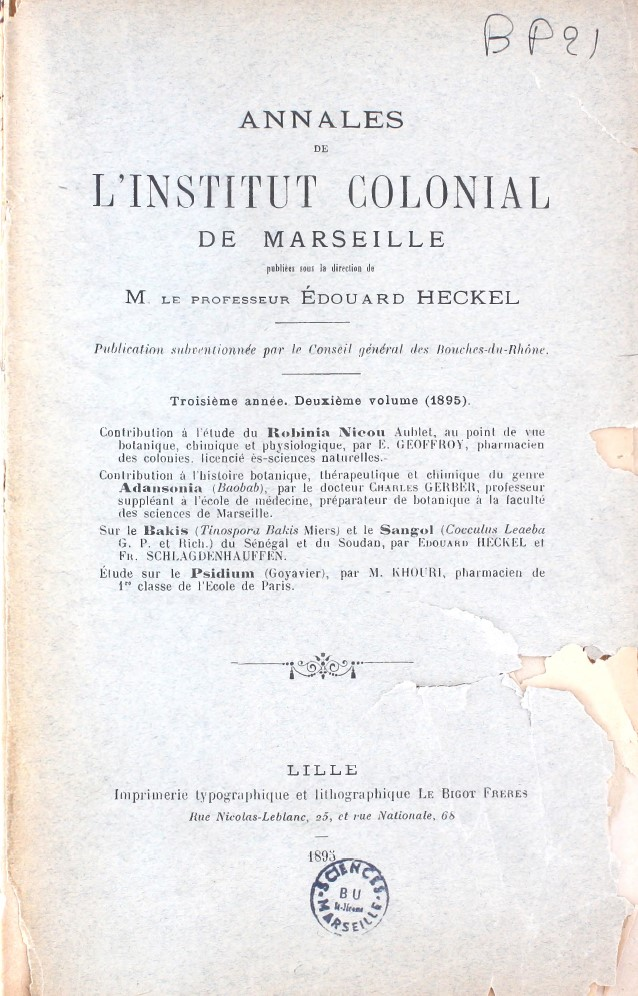
Annales de l'institut colonial de Marseille, 1895
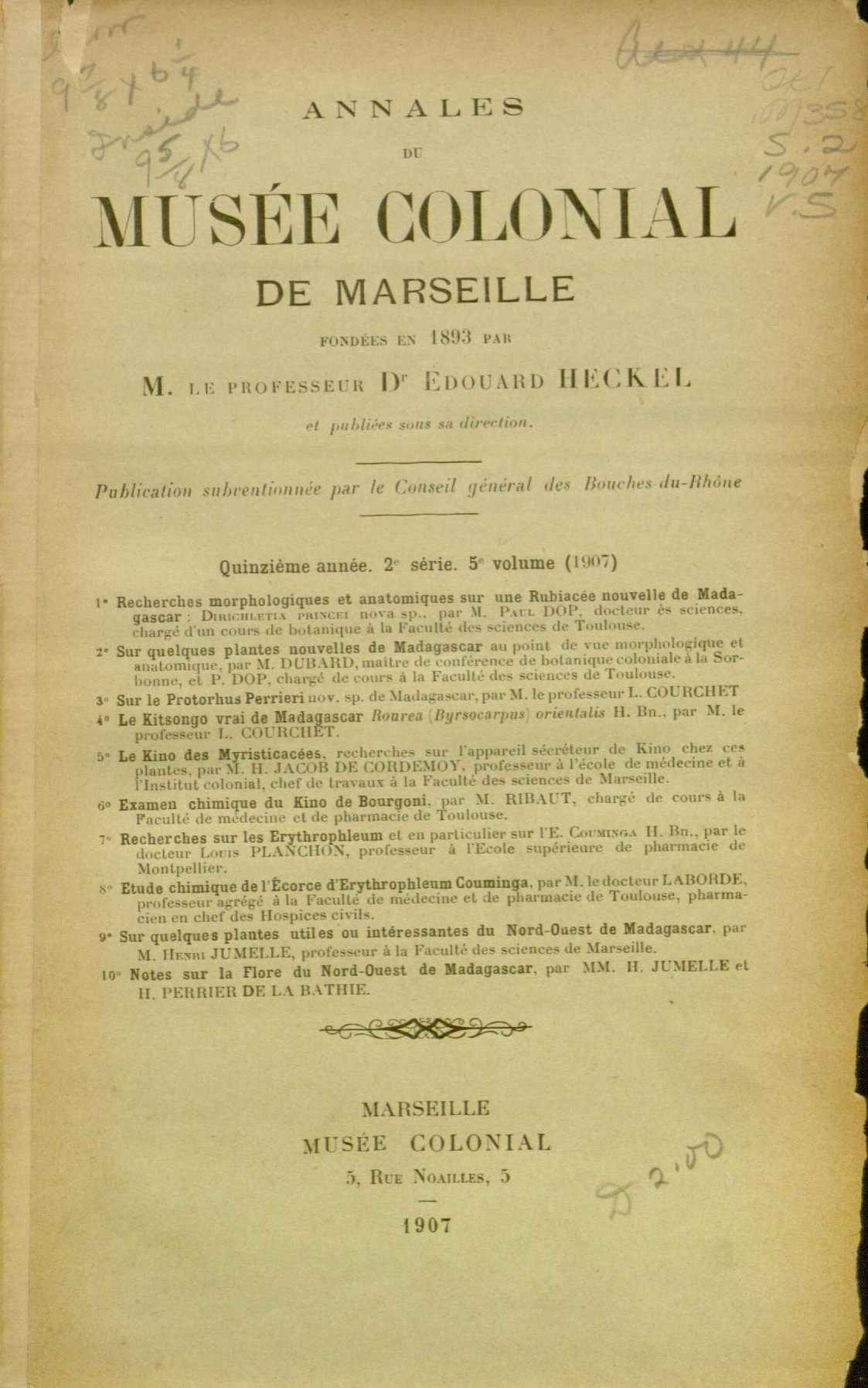
Annales du musée colonial de Marseille, 1907

De 1907 à 1917, l'institut publie aussi la revue L'Expansion coloniale, avec un supplément : la Circulaire de l'Institut colonial de Marseille. Il est d'abord mensuel mais paraît ensuite irrégulièrement. Il devient finalement Les Cahiers coloniaux.
Les Cahiers Coloniaux de l'Institut colonial apparaissent en 1918 :
- « Les Cahiers coloniaux », 1918-1951, sur odyssee.univ-amu.fr, BU Saint Charles - Sciences, Lettres et Sciences Humaines.(Marseille), cote 49782.

En 1926-1927 l'institut publie le premier volume d'une autre revue : Le Commerce et la Production des Colonies françaises, qui garde ce nom pour son deuxième volume de 1928 :
- « Le Commerce et la production des colonies françaises », (seul le volume de 1928 est disponible en ligne), sur odyssee.univ-amu.fr.

Puis cette revue devient l'Annuaire économique colonial :
- « Annuaire économique colonial », (seuls les volumes de 1929 et 1930 sont disponibles en ligne), sur odyssee.univ-amu.fr.